# Sodipodi
Sodipodi é um programa de computador editor gráfico vetorial. O principal autor é Lauris Kaplinski, e muitas outras pessoas contribuíram para o projeto. O projeto não está mais sendo desenvolvido, mas  o desenvolvimento continuou no Inkscape, um fork de 2003 do Sodipodi. O próprio Sodipodi começou como um fork do  Gill, um programa de gráficos vetoriais escrito por Raph Levien.
O objetivo primário do Sodipodi era produzir um editor usável para gráficos vetoriais, e uma ferramenta de desenho para artistas. Embora use SVG como seu formato de arquivo nativo (incluindo algumas extensões para adicionar metadata), não era a intenção ser uma implementação completa do padrão SVG. Sodipodi importa e exporta  "plain SVG", e pode também exportar bitmap em formato PNG. A interface de usuário do Sodipodi é uma Controlled Single Document Interface (CSDI) similar ao The GIMP.
Sodipodi está disponível para Linux e Microsoft Windows. A última versão é 0.34, lançada em 11 de Fevereiro de 2004. Distribuído sobre a GNU General Public License, Sodipodi é software livre.

## Derivações
Sodipodi começou uma coleção de clip art em SVG contendo símbolos e bandeiras do mundo inteiro. Esse trabalho ajudou a inspirar a Open Clip Art Library.
Inkscape é um fork do Sodipodi iniciado em 2003 por alguns desenvolvedores do Sodipodi com diferentes objetivos, incluindo o redesenho da interface e mais adequado aos padrões SVG.